# پوا دیابلی
پوا دیابلی (نام علمی: Poa diaboli) نام یک گونه از سرده چمن‌ها است.